# Mostafa Shobeir
Mostafa Ahmed Abdelaziz Mohamed Shobeir, meglio noto come Oufa (in arabo مصطفي أحمد عبد العزيز محمد شوبير‎?; Giza, 17 marzo 2000), è un calciatore egiziano, portiere dell'Al-Ahly e della nazionale egiziana.

## Biografia
È figlio di Ahmed Shobeir, ex estremo difensore dell'Al-Ahly e della nazionale egiziana.

## Carriera

### Club
Inizia a giocare a calcio nelle giovanili dell'Al-Ahly, che nel 2020 lo aggrega alla prima squadra. Nel 2024 consolida il suo ruolo tra i pali, venendo promosso a portiere titolare della rosa, a seguito dell'infortunio alla spalla occorso a Mohamed El-Shenawy con la nazionale egiziana in Coppa d'Africa. Il 25 maggio 2024 l'Al-Ahly vince – grazie anche al contributo di Shobeir, che mette a referto 9 clean sheet in altrettanti incontri – la sua dodicesima CAF Champions League.

### Nazionale
Esordisce in nazionale il 19 novembre 2024 in Egitto-Botswana (1-1), gara di qualificazione alla Coppa d'Africa 2025.

## Statistiche

### Presenze e reti nei club
Statistiche aggiornate al 26 giugno 2025.
| Stagione        | Squadra         | Campionato      | Campionato | Campionato | Coppe nazionali | Coppe nazionali | Coppe nazionali | Coppe continentali | Coppe continentali | Coppe continentali | Altre coppe  | Altre coppe | Altre coppe | Totale | Totale |
| Stagione        | Squadra         | Comp            | Pres       | Reti       | Comp            | Pres            | Reti            | Comp               | Pres               | Reti               | Comp         | Pres        | Reti        | Pres   | Reti   |
| --------------- | --------------- | --------------- | ---------- | ---------- | --------------- | --------------- | --------------- | ------------------ | ------------------ | ------------------ | ------------ | ----------- | ----------- | ------ | ------ |
| 2019-2020       | Al-Ahly         | PL              | 0          | 0          | CE              | 1               | -1              | CCL                | 0                  | 0                  | SE           | 0           | 0           | 1      | -1     |
| 2020-2021       | Al-Ahly         | PL              | 1          | -1         | CE              | 0               | 0               | CCL                | 0                  | 0                  | SE+SA+Cmc    | 0           | 0           | 1      | -1     |
| 2021-2022       | Al-Ahly         | PL              | 5          | -2         | CE+CdL          | 1+3             | 0 + -2          | CCL                | 0                  | 0                  | SE+SA+Cmc    | 0           | 0           | 9      | -4     |
| 2022-2023       | Al-Ahly         | PL              | 3          | 0          | CE+CdL          | 1+0             | 0               | CCL                | 1                  | -1                 | SE+Cmc       | 0           | 0           | 5      | -1     |
| 2023-2024       | Al-Ahly         | PL              | 13         | -14        | CE              | 1               | 0               | AFL+CCL            | 0+9                | 0                  | SE+SA+Cmc    | 2+0+0       | -2          | 25     | -16    |
| 2024-2025       | Al-Ahly         | PL              | 6+1        | -1 + 0     | CE              | 0               | 0               | CCL                | 1                  | -2                 | SE+SA+CI+Cmc | 1+0+0+0     | -1          | 9      | -4     |
| Totale carriera | Totale carriera | Totale carriera | 29         | -18        |                 | 7               | -3              |                    | 11                 | -3                 |              | 3           | -3          | 50     | -27    |

### Cronologia presenze e reti in nazionale
| Cronologia completa delle presenze e delle reti in nazionale ― Egitto | Cronologia completa delle presenze e delle reti in nazionale ― Egitto | Cronologia completa delle presenze e delle reti in nazionale ― Egitto | Cronologia completa delle presenze e delle reti in nazionale ― Egitto | Cronologia completa delle presenze e delle reti in nazionale ― Egitto | Cronologia completa delle presenze e delle reti in nazionale ― Egitto | Cronologia completa delle presenze e delle reti in nazionale ― Egitto | Cronologia completa delle presenze e delle reti in nazionale ― Egitto |
| Data                                                                  | Città                                                                 | In casa                                                               | Risultato                                                             | Ospiti                                                                | Competizione                                                          | Reti                                                                  | Note                                                                  |
| --------------------------------------------------------------------- | --------------------------------------------------------------------- | --------------------------------------------------------------------- | --------------------------------------------------------------------- | --------------------------------------------------------------------- | --------------------------------------------------------------------- | --------------------------------------------------------------------- | --------------------------------------------------------------------- |
| 19-11-2024                                                            | Il Cairo                                                              | Egitto                                                                | 1 – 1                                                                 | Botswana                                                              | Qual. Coppa d'Africa 2025                                             | -1                                                                    |                                                                       |
| Totale                                                                |                                                                       | Presenze                                                              | 1                                                                     |                                                                       | Reti                                                                  | -1                                                                    |                                                                       |

## Palmarès

### Club

#### Competizioni nazionali
- Campionato egiziano: 4

Al-Ahly: 2019-2020, 2022-2023, 2023-2024, 2024-2025
- Coppa d'Egitto: 3

Al-Ahly: 2019-2020, 2021-2022, 2022-2023
- Supercoppa d'Egitto: 4

Al-Ahly: 2021, 2022, 2023, 2024

#### Competizioni internazionali
- CAF Champions League: 3

Al-Ahly: 2020-2021, 2022-2023, 2023-2024
- Supercoppa CAF: 2

Al-Ahly: 2020, 2021
- Coppa Intercontinentale FIFA - Coppa Africa-Asia-Pacifico: 1

Al-Ahy: 2024